# Set Your Goals
Set Your Goals je americká punk rocková hudební skupina, která vznikla v roce 2004 ve Walnut Creek v Kalifornii. Jejich jméno je odvozeno od stejnojmenného alba skupiny CIV z roku 1995. Dnes je ve skupině šest členů, jimiž jsou zpěváci Jordan Brown a Matt Wilson, kytaristé Audelio Flores Jr a Daniel Coddaire, baskytarista Joe Saucedo a bubeník Mike Ambrose.
Od svého vzniku vydala kapela tři studiová alba a tři EP a jedno kompilační album. Nejnovější album je z roku 2011 a jmenuje se Burning at Both Ends, ale v umístění na žebříčku Billboard 200 dopadlo nejlépe album z roku 2009 This Will Be the Death of Us, které se umístilo na 65. místě. V roce 2012 vydala další dvě nové písně „Only Right Now“ and „I'll Walk It Off“. Kromě koncertování ve Spojených státech kapela jednou navštívila také Austrálii v roce 2009 a několikrát Velkou Británii.

## Členové kapely

### Současná sestava
- Jordan Brown – zpěv, klavír, klávesy, syntezátor, (příležitostně kytara)
- Matt Wilson – zpěv, programování
- Joe Saucedo – basová kytara, doprovodný zpěv
- Mike Ambrose – bicí, perkuse
- Audelio Flores – rytmická kytara, programování
- Daniel Coddaire – vedoucí kytara

### Dřívější členové
- Israel Branson – basová kytara
- Jason Bryceman – basová kytara
- Tim Brooks – rytmická kytara
- Manuel Peralez – rytmická kytara
- Dave Yoha – rytmická lytara

## Diskografie

### Studiová alba
- Mutiny! (2006)
- This Will Be the Death of Us (2009)
- Burning at Both Ends (2011)

### EP alba
- Set Your Goals (Demo) (2004)
- Reset (2006)
- Steal Your Goals (2006)

### Kompilační alba
- New Noise (2010)